# Jolene Anderson
Pour les articles homonymes, voir Jolene Anderson (actrice).
Jolene Anderson, née le 22 juillet 1986 à Port Wing (Wisconsin), est une joueuse américaine de basket-ball. 

## Biographie
En NCAA, son bilan total est de 2 312 points soit 19,9 points par match. Elle est la seconde joueuse de Wisconsin à atteindre les 1 000 points, 500 rebonds, 250 passes décisives et 150 interceptions. Elle établit de nouveaux records en carrière chez les Badgers : nombre de points (2 312), nombre de 3 points (248), ainsi que plusieurs places d'honneur pour les passes (409, 4e), les rebonds (848, 6e), interceptions (242, 6e) et double-double (26, 4e) .
Draftée au second tour (23e choix) par le Sun du Connecticut, elle a un rôle mineur lors sa première saison WNBA. Elle joue ensuite deux saisons en Europe, à Villeneuve-d'Ascq. Elle passe la saison 2010-2011 en Turquie à Adana avec un bilan de 20,4 points/match (47,7 % dont 32,2 % à 3 points), 7,1 rebonds et 2,7 passes en 34 minutes par rencontre, pour amener son équipe en demi-finale des plays-offs, ce qui attire l’œil de la franchise du Sky de Chicago qui la signe en pré-saison WNBA 2011, mais la coupe le 27 mai 2011.
En 2011-2012 au Lotos Gdynia, elle aligne 15,8 points, 3,8 rebonds et 1,6 passe en Euroligue et 14,1 points, 4,4 rebonds et 2,2 passes en championnat polonais. Pour 2012-2013, elle signe au club turc d'Homend Antakya pour des statistiques de 15,7 points, 5,9 rebonds et 2,6 passes décisives par rencontre. Blessée au genou début 2014 sous les couleurs du Famila Schio, elle signe pour son retour à la compétition au club italien pour 2014-2015.
Après cinq saisons passées à Schio (11,2 points et 6,3 rebonds en Serie A1 et 10,8 points et 7,6 rebonds en Euroligue en 2017-2018) ponctuées de plusieurs titres, elle s'engage à 32 ans durant l'été 2018 avec Venise.
Durant l'été 2021, elle est engagée par son ancien club de Villeneuve-d’Ascq pour le début de la saison LFB 2022, après une belle saison à Sant Martino di Lupari (17,3 points à 61% à 2-points et 37% à 3-points et 7,1 rebonds).

## Palmarès
- Championne d'Italie : 2014, 2015[12], 2016, 2018
- Coupe d'Italie 2015[13], 2017, 2018
- Supercoupe d'Italie : 2014, 2015[14], 2016, 2018